# Liste der Kulturdenkmale in Esch-Sauer
In der Liste der Kulturdenkmale in Esch-Sauer sind alle Kulturdenkmale der luxemburgischen Gemeinde Esch-Sauer aufgeführt (Stand: 15. Juli 2025).

## Kulturdenkmale nach Ortsteil

### Bonnal
| Bild                 | Bezeichnung          | Lage                  | Beschreibung | Stufe | Eingetragen seit   |
| -------------------- | -------------------- | --------------------- | ------------ | ----- | ------------------ |
| ehemaliger Bauernhof | ehemaliger Bauernhof | 42, um Bommel (Karte) |              | PCN   | 29. September 2021 |

### Eschdorf
| Bild           | Bezeichnung          | Lage                     | Beschreibung | Stufe | Eingetragen seit  |
| -------------- | -------------------- | ------------------------ | ------------ | ----- | ----------------- |
|                | ehemaliger Bauernhof | 24, Op der Heelt (Karte) |              | PCN   | 7. Januar 2022    |
| Weitere Bilder | Kirche Ste-Hélène    | (Karte)                  |              | PCN   | 12. Februar 2024  |
| Bauernhof      | Bauernhof            | 17, an der Gaass (Karte) |              | IS    | 3. September 2018 |

### Esch-Sauer
| Bild                                    | Bezeichnung                                                                                               | Lage                                         | Beschreibung | Stufe | Eingetragen seit  |
| --------------------------------------- | --- | -------------------------------------------- | --- | ----- | ----------------- |
| Toreinfahrt zum Hof des „Flesch-Hauses“ | Toreinfahrt zum Hof des „Flesch-Hauses“                                                                   | rue Untergasse (Karte)                       | Unter Denkmalschutz steht der Torbogen des „Flesch-Hauses“, der heute den Nordeingang der Burg Esch-Sauer überspannt. | PCN   | 14. August 1936   |
| Weitere Bilder                          | Friedhof mit Kapelle, Lindenallee und dem an diese Allee angrenzenden Gelände in der Breite des Friedhofs | rue d’Eschdorf (Karte)                       | Schon im 17. Jahrhundert ist an gleicher Stelle eine Kapelle bezeugt. Die heutige Heiligkreuz-Kapelle wurde 1767 errichtet und erhielt 1772 eine Reliquie des Kreuzes Christi. Über dem Eingang befindet sich ein Relief, das die Heiligen Anna und Maria darstellt. | PCN   | 8. August 1955    |
| Orgel der Pfarrkirche                   | Orgel der Pfarrkirche                                                                                     | rue de l’Église (Karte)                      | 1901 von den Gebrüdern Müller gebaut | PCN   | 7. Dezember 2001  |
| Wohngebäude                             | Wohngebäude                                                                                               | 10, rue de la Poste (Ënnescht Gaass) (Karte) | | PCN   | 12. November 2010 |
| Burg Esch-Sauer                         | Burg Esch-Sauer                                                                                           | (Karte)                                      | Im Jahr 927 erwarb ein Meginold den Felsrücken über dem Tal der Saar von der Abtei Stavelot und ließ dort einen quadratischen Wohnturm mit Wirtschaftsgebäuden errichten. Zwischen dem 12. und dem 14. Jahrhundert wurde die Burg im gotischen Stil nach Norden erweitert. Im 15. Jahrhundert wurde südlich des ursprünglichen Bergfriedes einen Rundturm ergänzt. Schon im 14. Jahrhundert wurde die Burg zwischen drei Familien der Gegend aufgeteilt. Die Familien Brandenbourg, Kronenburg und Falkenstein hielten die Burg bis zur Französischen Revolution. Als der luxemburgische Staat sie 1893 aufkaufte, war sie eine Ruine. | PCN   | 14. Juli 2022     |
| Weitere Bilder                          | Mariä-Geburt-Kirche                                                                                       | (Karte)                                      | | PCN   | 11. Januar 2024   |

### Heiderscheid
| Bild           | Bezeichnung                        | Lage                                                           | Beschreibung | Stufe | Eingetragen seit   |
| -------------- | ---------------------------------- | -------------------------------------------------------------- | ------------ | ----- | ------------------ |
| Weitere Bilder | Wohngebäude                        | am Kiirfechtswee, 8, Kiirfechtswee und 6, an der Gaass (Karte) |              | PCN   | 26. September 2008 |
| Weitere Bilder | Kirche St-Pierre-aux-Liens         | (Karte)                                                        |              | PCN   | 14. März 2024      |
| Weitere Bilder | Bauernhof mit Anbauten und Plätzen | 13, rue de l’Eglise (5, an der Gaass) (Karte)                  |              | IS    | 8. Dezember 1989   |

### Heiderscheidergrund
| Bild           | Bezeichnung | Lage               | Beschreibung | Stufe | Eingetragen seit |
| -------------- | ----------- | ------------------ | --- | ----- | ---------------- |
| Weitere Bilder | Kapelle     | Kiirchewee (Karte) | Die oktogonale Kapelle wurde in den Jahren 1848 bis 1852 im neugotischen Stil erbaut. Während der Ardennenoffensive 1944/45 wurde sie schwer beschädigt und 1949 teilweise repariert. Größere Restaurierungsarbeiten folgten 1962 bis 1964. Auffällig ist der Figurenschmuck im Inneren, der in großen Teilen aus dem 16. Jahrhundert stammt. Die Fenster wurden Anfang des 20. Jahrhunderts in der Werkstatt Linster aus Bad Gondorf gefertigt. Die Kirche steht unter dem Patrozinium der hl. Kunigunde. | PCN   | 5. Juli 1991     |

### Insenborn
| Bild           | Bezeichnung                           | Lage    | Beschreibung | Stufe | Eingetragen seit |
| -------------- | ------------------------------------- | ------- | ------------ | ----- | ---------------- |
| Weitere Bilder | Kirche St-Roch                        | (Karte) |              | PCN   | 14. März 2024    |
|                | Archäologische Fundstätte „Burgbusch“ | (Karte) |              | IS    | 11. April 2018   |

### Lultzhausen
| Bild           | Bezeichnung         | Lage                       | Beschreibung | Stufe | Eingetragen seit |
| -------------- | ------------------- | -------------------------- | ------------ | ----- | ---------------- |
| Weitere Bilder | Kapelle St-Valentin | 22, An der Driicht (Karte) |              | PCN   | 5. August 2024   |

### Merscheid
| Bild                 | Bezeichnung          | Lage                     | Beschreibung | Stufe | Eingetragen seit |
| -------------------- | -------------------- | ------------------------ | ------------ | ----- | ---------------- |
| ehemaliger Bauernhof | ehemaliger Bauernhof | 17, Duerfstrooss (Karte) |              | PCN   | 17. Juni 2011    |
| Weitere Bilder       | Kapelle St-Thomas    | (Karte)                  |              | PCN   | 18. Juli 2024    |

### Neunhausen
| Bild           | Bezeichnung       | Lage                 | Beschreibung | Stufe | Eingetragen seit |
| -------------- | ----------------- | -------------------- | ------------ | ----- | ---------------- |
| Weitere Bilder | Kirche Saint-Marc | Haaptstrooss (Karte) |              | PCN   | 1. August 2022   |

### Ringel
| Bild | Bezeichnung          | Lage                | Beschreibung | Stufe | Eingetragen seit  |
| ---- | -------------------- | ------------------- | ------------ | ----- | ----------------- |
|      | ehemaliger Bauernhof | 2, Bourwiss (Karte) |              | IS    | 1. September 2017 |

### Tadler
| Bild           | Bezeichnung        | Lage                 | Beschreibung | Stufe | Eingetragen seit |
| -------------- | ------------------ | -------------------- | ------------ | ----- | ---------------- |
| Weitere Bilder | Pfarrkirche Tadler | Haaptstrooss (Karte) |              | PCN   | 21. Juni 2017    |

Legende: PCN – Immeubles et objets bénéficiant des effets de classement comme patrimoine culturel national; IS – Immeubles et objets inscrits à l’inventaire supplémentaire

## Quelle
- Liste des immeubles et objets beneficiant d’une protection nationales, Nationales Institut für das gebaute Erbe, Fassung vom 12. September 2022, S. 34 ff. (PDF)

- Karte mit allen Koordinaten:
- OSM |
- WikiMap

Bad Mondorf |
Bartringen |
Bauschleiden |
Bech |
Beckerich |
Befort |
Berdorf |
Bettemburg |
Bettendorf |
Betzdorf |
Bissen |
Biwer |
Burscheid |
Bous-Waldbredimus |
Clerf |
Colmar-Berg |
Consdorf |
Contern |
Dalheim |
Diekirch |
Differdingen |
Dippach |
Düdelingen |
Echternach |
Ell |
Ernztalgemeinde |
Erpeldingen an der Sauer |
Esch an der Alzette |
Esch an der Sauer |
Ettelbrück |
Fels |
Feulen |
Fischbach |
Flaxweiler |
Frisingen |
Garnich |
Goesdorf |
Grevenmacher |
Grosbous-Wahl |
Habscht |
Heffingen |
Helperknapp |
Hesperingen |
Junglinster |
Käerjeng |
Kayl |
Kehlen |
Kiischpelt |
Koerich |
Kopstal |
Lenningen |
Leudelingen |
Lintgen |
Lorentzweiler |
Luxemburg |
Mamer |
Manternach |
Mersch |
Mertert |
Mertzig |
Monnerich |
Niederanven |
Nommern |
Parc Hosingen |
Petingen |
Préizerdaul |
Pütscheid |
Rambruch |
Reckingen/Mess |
Redingen/Attert |
Reisdorf |
Remich |
Roeser |
Rosport-Mompach |
Rümelingen |
Saeul |
Sandweiler |
Sassenheim |
Schengen |
Schieren |
Schifflingen |
Schüttringen |
Stadtbredimus |
Stauseegemeinde |
Steinfort |
Steinsel |
Strassen |
Tandel |
Ulflingen |
Useldingen |
Vianden |
Vichten |
Waldbillig |
Walferdingen |
Weiler zum Turm |
Weiswampach |
Wiltz |
Winseler |
Wintger |
Wormeldingen